# Bidjabidjan
Bidjabidjan és un municipi de Guinea Equatorial, de la província de Kié-Ntem a la Regió Continental. El 2001 tenia 5.167 habitants. Es troba prop de la frontera amb el Camerun a una dotzena de kilòmetres a l'oest d'Ebebiyín.